# Rafael Destorrents

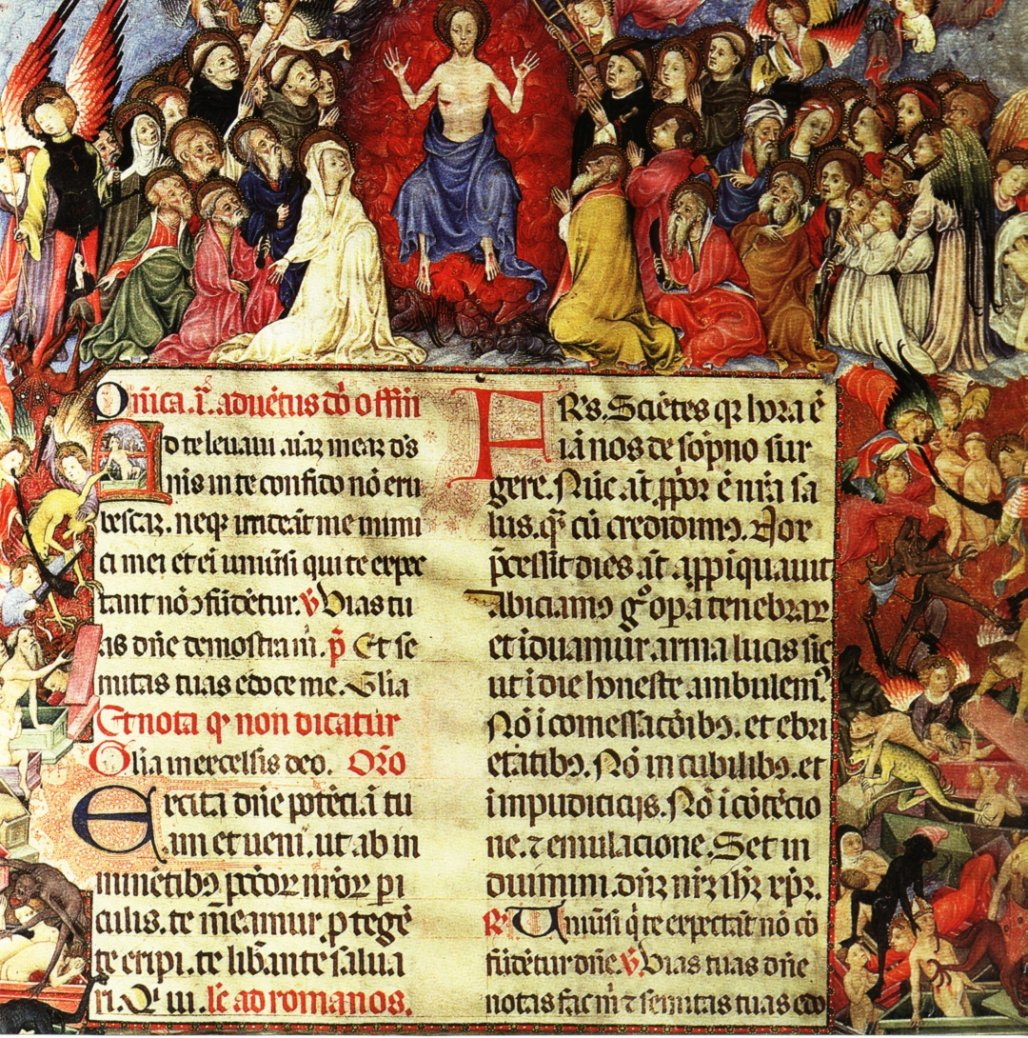
Misal de Santa Eulalia, atribuido a Rafael Destorrents.

Rafael Destorrents (Barcelona, 1375 - Barcelona, siglo XV) a veces llamado Rafael Gregori, hijo del pintor Ramon Destorrents, fue un  miniaturista y pintor de estilo italo-gótico.

## Biografía
Formaba parte de una estirpe de ilustradores y pintores del siglo XIV y, si bien debía haber comenzado su formación con su padre, después debió conocer otros modelos artísticos.
Una noticia de 22 de mayo de 1391 aporta datos familiares en un otorgamiento de poderes de su madre Llorença, ya viuda de Ramon Destorrents, donde se mencionan tres de sus hijos, Santiago, el heredero, Rafael de dieciséis años, y Angelina. Rafael Destorrents ya consta como pintor en un documento de 1399, e iluminó el Misal de Santa Eulalia para el obispo de Barcelona, Joan Armengol en 1403, considerada una de las grandes obras de la miniatura catalana. Contiene una orla en folio entero -con la representación del Juicio Final, y un total de dieciocho iniciales historiadas, asociadas con otros elementos de decoración marginal. En el libro se recogieron las dos advocaciones de la catedral: la Santa Cruz y Santa Eulalia así como todos los santos barceloneses conocidos. El Juicio Final es un tema conocido, pero plasmado aquí con una factura exquisita y delicada, con formas muy singulares y profundamente originales.
La grand devoción del pintor se materializó con su ingreso en la comunidad eclesiástica, como lo demuestra su ordenación, en 1405, como diácono, presbítero y beneficiado del monasterio de Pedralbes. Su talento artístico, lo demostró con creces con las imágenes del misal y avalado por múltiples encargos que recibió por parte de los Consejeros de la ciudad y quizás también del rey Martín el Humano.

## Obra
La miniatura catalana, que ya había vivido un momento intenso en el periodo del italianismo –a partir de los años 1330–, volvió a florecer, con tanta o más fuerza, alrededor del 1400, coincidiendo con la asimilación de los modelos procedentes del norte.
Casi nunca se ha podido documentar la identidad de los miniaturistas -o «iluminadores» como se les nombraba- que intervinieron en los manuscritos catalanes de este periodo, con la excepción de Rafael Destorrents, también llamado Rafael Gregori, que ilustró el célebre  Misal de Santa Eulalia de la catedral de Barcelona, una de las obras maestras de la miniatura europea del Gótico internacional.
La producción de Rafael Destorrents, como la de otros maestros catalanes y valencianos del momento, muestra la asimilación creativa de los nuevos modelos figurativos franco-flamencos, mientras que en la composición de las orlas se combinaba la innovación con la tradición local de signo italianista.

### Obras atribuidas
- Misal de Santa Eulalia, comitente el obispo Joan Armengol (1403), conservado en la catedral de Barcelona.
- Tareas de decoración del Missal dels Consellers, para la capilla de la Casa de la Ciudad de Barcelona (1410), perdido.
- Tareas de ilustración en el Libro de horas, conservado en el Museo Episcopal de Vich.[7]